# Stichting Lezen (Nederland)
Stichting Lezen is een Nederlandse overkoepelende organisatie, die het lezen in het Nederlands en in het Fries wil bevorderen. Het dient als platformorganisatie, doet onderzoek en organiseert voorleeswedstrijden. De evenknie in Vlaanderen is Iedereen Leest, vroeger ook Stichting Lezen genoemd.

## Ontwikkeling
De Stichting Lezen is in 1988 opgericht met als doel om de leescultuur in het algemeen te stimuleren. Dit gebeurde op initiatief van de Nederlandse Boekverkopersbond (NBB), het Nederlands Bibliotheek en Lectuur Centrum (NBLC), de Koninklijke Nederlandse Uitgeversbond (KNUB), en anderen. Een eerste initiatief bij de oprichting in die tijd was de ondersteuning van de Prijs van de Nederlandse Kinderjury.
In 1994 werd de stichting op advies van de Raad voor de Kunst door het ministerie van Onderwijs, Cultuur en Wetenschap (OCW) aangewezen als landelijk platform voor leesbevordering. In die tijd had het Ministerie van Welzijn, Volksgezondheid en Cultuur zo'n zes miljoen gulden beschikbaar om landelijk het lezen te bevorderen, en had de Stichting Lezen een adviserende rol in de besteding. De aanbeveling van de Raad voor de Kunst was om stichting zelf over het geld te laten beschikken, om een daadwerkelijk coördinerende rol te kunnen gaan spelen in het beroepsveld.
Op initiatief van Stichting Lezen worden sinds 2003 de Nationale Voorleesdagen gehouden georganiseerd door de Stichting Collectieve Propaganda van het Nederlandse Boek. In samenwerking met het Nederlands Letterenfonds worden kinderboekenambassadeur benoemd. In 2015 was dit Jan Paul Schutten en in 2019 werd Manon Sikkel benoemd tot de vijfde kinderboekenambassadeur van Nederland. Daarnaast wordt met Iedereen Leest de tweejaarlijks de Scriptieprijs Leesbevordering georganiseerd. 
Anno 2005 was de Stichting Lezen een van de drie landelijke overkoepelende organisaties voor leesbevordering en literatuureducatie. De andere twee zijn de Vereniging van Openbare Bibliotheken (VOB) en de Stichting Collectieve Propaganda van het Nederlandse Boek (CPNB). De laatste is vooral bekend van de Kinderboekenweek, de Kinderjury en de Boekenweek. In 2007 was Eddy Schuyer benoemd tot voorzitter van de Stichting Lezen.